# Tour de Omán
El Tour de Omán es una competición ciclista profesional por etapas que se disputa en Omán en el mes de febrero.
Se creó en 2010 por parte de ASO (organizadores entre otros eventos deportivos del Tour de Francia), formando parte del UCI Asia Tour, dentro de la categoría 2.1, ascendiendo en 2012 a la 2.HC.
En 2020 la prueba entró a formar parte de las UCI ProSeries dentro de la categoría 2.Pro. Sin embargo, la edición de ese año se suspendió en el mes de enero tras la muerte del sultán Qabus bin Said Al Said y se canceló en febrero tras no encontrar una nueva fecha para su celebración.

## Maillots
El Tour de Omán tiene cuatro maillots distintivos: 
- Clasificación general: rojo
- Clasificación por puntos: verde
- Clasificación de mejor joven: blanco
- Clasificación de la combatividad: blanco con rojo y verde en las primeras ediciones y Dorada (color "vara de oro") en 2018.

## Palmarés

### Podiums
| Año  | Ganador           | Segundo                | Tercero            |           |
| ---- | ----------------- | ---------------------- | ------------------ | --------- |
| 2010 | Fabian Cancellara | Edvald Boasson Hagen   | Cameron Meyer      |           |
| 2011 | Robert Gesink     | Edvald Boasson Hagen   | Giovanni Visconti  |           |
| 2012 | Peter Velits      | Vincenzo Nibali        | Tony Gallopin      |           |
| 2013 | Chris Froome      | Alberto Contador       | Cadel Evans        |           |
| 2014 | Chris Froome      | Tejay van Garderen     | Rigoberto Urán     |           |
| 2015 | Rafa Valls        | Tejay van Garderen     | Alejandro Valverde |           |
| 2016 | Vincenzo Nibali   | Romain Bardet          | Jakob Fuglsang     |           |
| 2017 | Ben Hermans       | Rui Alberto Costa      | Fabio Aru          |           |
| 2018 | Alexéi Lutsenko   | Miguel Ángel López     | Gorka Izagirre     |           |
| 2019 | Alexéi Lutsenko   | Domenico Pozzovivo     | Jesús Herrada      |           |
| 2020 | cancelada         | cancelada              | cancelada          | cancelada |
| 2021 | cancelada         | cancelada              | cancelada          | cancelada |
| 2022 | Jan Hirt          | Fausto Masnada         | Rui Alberto Costa  |           |
| 2023 | Matteo Jorgenson  | Mauri Vansevenant      | Geoffrey Bouchard  |           |
| 2024 | Adam Yates        | Jan Hirt               | Finn Fisher-Black  |           |
| 2025 | Adam Yates        | Valentin Paret-Peintre | David Gaudu        |           |

### Clasificaciones y otros datos
| Ed. | Año  | General           | Tiempo del ganador | Kilómetros totales | Puntos               | Jóvenes              | Combatividad               | Equipos           |
| --- | ---- | ----------------- | ------------------ | ------------------ | -------------------- | -------------------- | -------------------------- | ----------------- |
| 1   | 2010 | Fabian Cancellara | 16h 02' 52"        | 687,5              | Edvald Boasson Hagen | Edvald Boasson Hagen | Gatis Smukulis             | Team HTC-Columbia |
| 2   | 2011 | Robert Gesink     | 20h 24' 36"        | 837,5              | Edvald Boasson Hagen | Robert Gesink        | Marko Kump                 | Leopard Trek      |
| 3   | 2012 | Peter Velits      | 21h 32' 02"        | 875                | Peter Sagan          | Tony Gallopin        | Klaas Lodewijck            | RadioShack-Nissan |
| 4   | 2013 | Chris Froome      | 23h 28' 33"        | 938,5              | Chris Froome         | Kenny Elissonde      | Bobbie Traksel             | BMC Racing Team   |
| 5   | 2014 | Chris Froome      | 22h 02' 26"        | 915,5              | Andre Greipel        | Romain Bardet        | Preben Van Hecke           | Sky               |
| 6   | 2015 | Rafael Valls      | 21h 09' 31"        | 988,5              | Andrea Guardini      | Louis Meintjes       | Jef Van Meirhaeghe         | BMC               |
| 7   | 2016 | Vincenzo Nibali   | 22h 25' 25"        | 911                | Edvald Boasson Hagen | Brendan Canty        | Jacques Janse Van Rensburg | Dimension Data    |
| 8   | 2017 | Ben Hermans       | 20h 56' 20"        | 885                | Alexander Kristoff   | Merhawi Kudus        | Aimé De Gendt              | Dimension Data    |
| 9   | 2018 | Alexéi Lutsenko   | 21h 45' 51"        | 914,5              | Nathan Haas          | Miguel Ángel López   | Loic Chetout               | Astana Pro Team   |
| 10  | 2019 | Alexéi Lutsenko   | 22h 49' 50"        | 906                | Alexéi Lutsenko      | Élie Gesbert         | Preben Van Hecke           | Katusha-Alpecin   |
| 11  | 2022 | Jan Hirt          | 22h 35' 43"        | 891                | Fernando Gaviria     | Anthon Charmig       | Peio Goikoetxea            | Arkéa Samsic      |

## Palmarés por países
| País            | Victorias |
| --------------- | --------- |
| Reino Unido     | 4         |
| Kazajistán      | 2         |
| Suiza           | 1         |
| Países Bajos    | 1         |
| Eslovaquia      | 1         |
| España          | 1         |
| Italia          | 1         |
| Bélgica         | 1         |
| República Checa | 1         |
| Estados Unidos  | 1         |